# Negermusik
Negermusik (« Musique nègre »), est un terme péjoratif employé par les nazis, pendant le Troisième Reich, pour désigner les genres musicaux et performances des Noirs en musique jazz et swing. Les nazis considèrent ces styles musicaux comme de l'art dégénéré, issu de races inférieures, d'où leur interdiction. Dans le même contexte, ce terme désigne aussi les musiques indigènes des Africains noirs.

## En Allemagne nazie

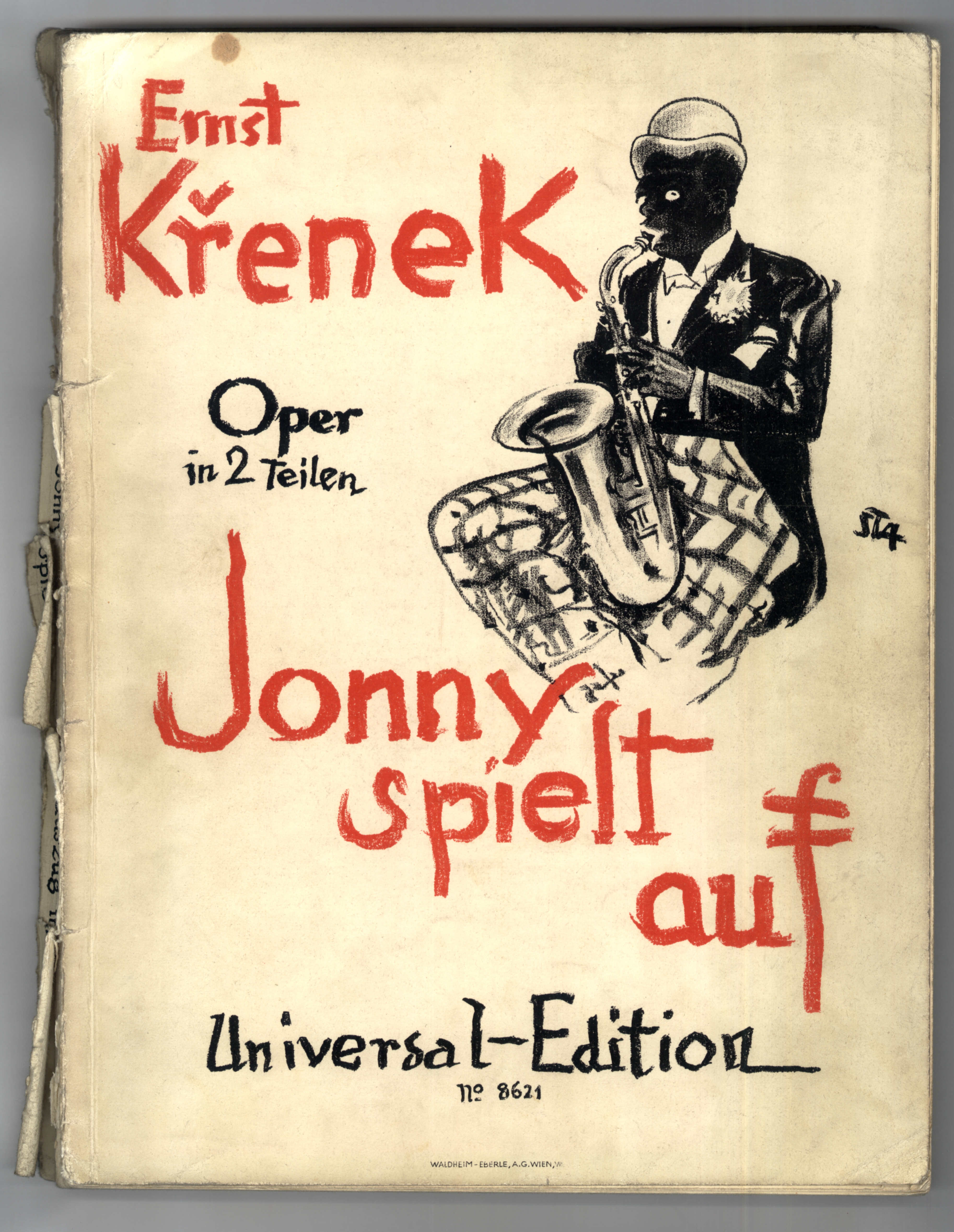
Affiche de Jonny spielt auf

Pendant la République de Weimar en 1927, l'opéra d'Ernst Křenek Jonny spielt auf (Jonny joue, en français) contient des numéros de jazz. Ces derniers sont objets de protestation de groupes de droite nationalistes ethniques. En 1930, le compositeur américain Henry Cowell écrit dans le journal Melos que le jazz constitue un mélange d'éléments afro-américains et juifs, déclarant que :
Les fondamentaux du jazz sont la syncope et les accents rythmiques du nègre. Leur modernisation est l'œuvre des Juifs de New York... Le jazz est donc la musique nègre vue à travers les yeux des juifs.
De telles opinions sont reprises par les nazis. « Utilisation injustifiée de la syncope » et « orgies de tambours »  constituent des exemples de leurs critiques. Les nazis mentionnent aussi une "licence artistique", une "graine de corruption dans l'expression", ainsi que des "formes de danses indécentes". Le terme d'« arme politique des Juifs » est aussi employé à propos des musiques des années 1930. Le 4 mai 1930, Wilhelm Frick, nouveau ministre de l'intérieur et de l'Éducation dans le land de la Thuringe prend un décret dont l'intitulé est « Contre la culture nègre – Pour notre héritage allemand » ,.
En 1932, les nazis ordonnent le bannissement de tout concert public donné par un musicien noir, ce qu'exécute le gouvernement de Franz von Papen. En 1933, après la prise de pouvoir d'Adolf Hitler, la Chambre de la musique du Reich est fondée. La loi prévoit, le 12 octobre 1935, l'interdiction de ces musiques à la radio nationale. Eugen Hadamovsky, chef d'orchestre de la radio du Reich, est à l'origine de cette mesure. Les propos suivants lui sont attribués : « Mit dem heutigen Tag spreche ich ein endgültiges Verbot des Negerjazz für den gesamten Deutschen Rundfunk aus. » (traduction en français : « À partir d'aujourd'hui, je décrète l'interdiction définitive du jazz nègre pour toute la radio allemande »),.
En 1938, les nazis organisent une exposition publique de musique dégénérée en Allemagne, principalement tenue à Düsseldorf. Une affiche de l'exposition représente un saxophoniste Noir portant une étoile de David. Cette exposition a pour principal thème la diffamation de la musique américaine contemporaine, en tant que "musique nègre" et complot juif sur la culture allemande,.
« De fait, à travers les musiques prises pour cibles, « musique juive », « musique nègre », « musique afro-américaine », « musique judéo-nègre », « musique bolchévique », « musique sans racines », « musique prolétarienne », « musique décadente », on retrouve tous les mythes aryens »

## Swingjugend
Les « Jeunesses Swing » (en allemand : Swingjugend) sont un groupe d'amateurs de jazz et de swing en Allemagne dans les années 1930, principalement à Hambourg ( St. Pauli) et à Berlin. Ses membres, garçons comme filles surtout âgés de quatorze à dix-huit ans. Dans ce contexte où le jazz est interprété par des artistes Noirs et des musiciens juifs, les jeunesses swing défient le nazisme en écoutant cette musique interdite dans des cafés vacants, salles louées et clubs privés . Les Swing Kids semblent apolitiques, comme leurs homologues nord-américains zoot suiter.
Le 18 août 1941, lors d'une opération policière brutale, plus de trois-cents membres des jeunesses swing sont arrêtés. Les nazis en renvoient certains à l'école sous étroite surveillance, ou coupent leurs cheveux. D'autres membres des jeunesses swing sont déportés dans des camps de concentration nazis.
Le film Swing Kids, sorti en 1993, met en scène, de manière fictive, ces jeunes durant cette période.

## Pendant la Seconde guerre mondiale
Avant le débarquement, dans les Pays-Bas occupés, le ministre allemand de la Propagande Joseph Goebbels publie des pamphlets écrits en néerlandais, intitulés Salutations d'Angleterre - l'invasion à venir, où il est affirmé : « à la libération, vos filles et vos femmes danseront dans les bras de vrais nègres ». La musique de jazz est ainsi assimilée au caractère « nègre », afin d'attiser la position raciste et anti-alliée en Europe. Cependant, à des fins propagandistes, Goebbels crée un groupe de swing allemand parrainé par les nazis, nommé « Charlie et son orchestre », diffusé sur ondes courtes.

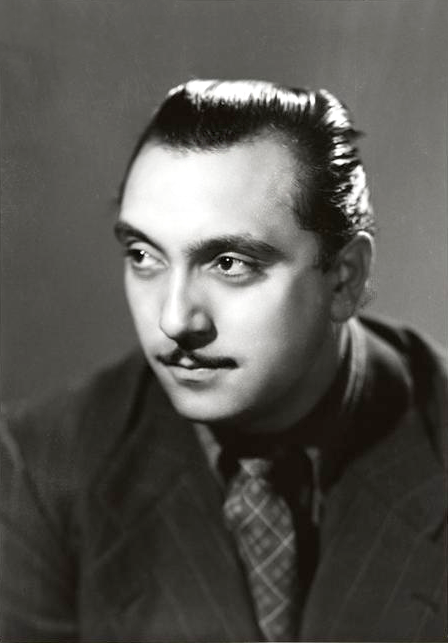
Django Reinhardt en 1939 (studio Harcourt)

Pendant l'occupation de la France, le gitan Django Reinhardt est célébré : il passe à la radio, donne des concerts, les murs de Paris sont couverts d'affiches annonçant ses concerts… Le 2 février 1941, Nuages est immédiatement adopté par le public de la salle Pleyel. Alors que les autorités considèrent le jazz comme « dégénéré » car « judéo-nègre », le « jazz  français » conquiert son public.
De la contre-propagande, issue des Alliés, joue sur la crainte qu'ont les nazis de la musique prohibée. C'est ainsi que Glenn Miller, musicien blanc américain de jazz, diffuse sa musique à la radio pour encourager les soldats alliés. L'AFN (American Forces Network, station de radio américaine) utilise sa musique comme contre-propagande dénonçant l'oppression fasciste. Pour Miller, « l'Amérique, c'est la liberté, et il n'est pas d'expression de la liberté aussi sincère que la musique »,.

## Pendant l'après-guerre
Dans les années 1950, en Allemagne de l’ouest, certaines protestations sont émises à l'encontre du rock'n roll, qualifié de "musique nègre obscène". Ce terme continue d'être employé dans les années 1960.